# Ss. Trinitatis (Günzburg)

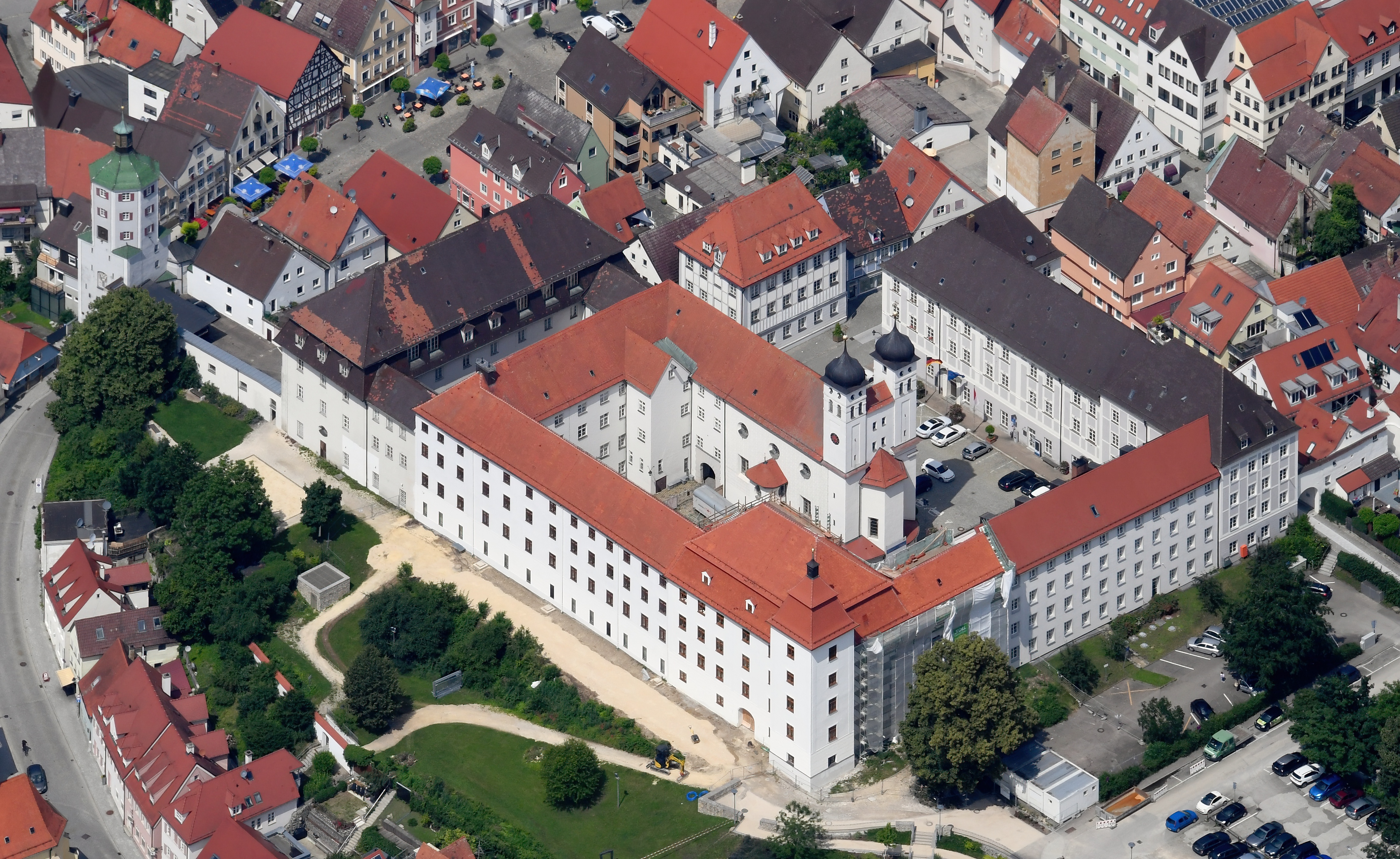
Luftbild des Markgrafenschlosses Günzburg und der Hofkirche (Ansicht von Süden)

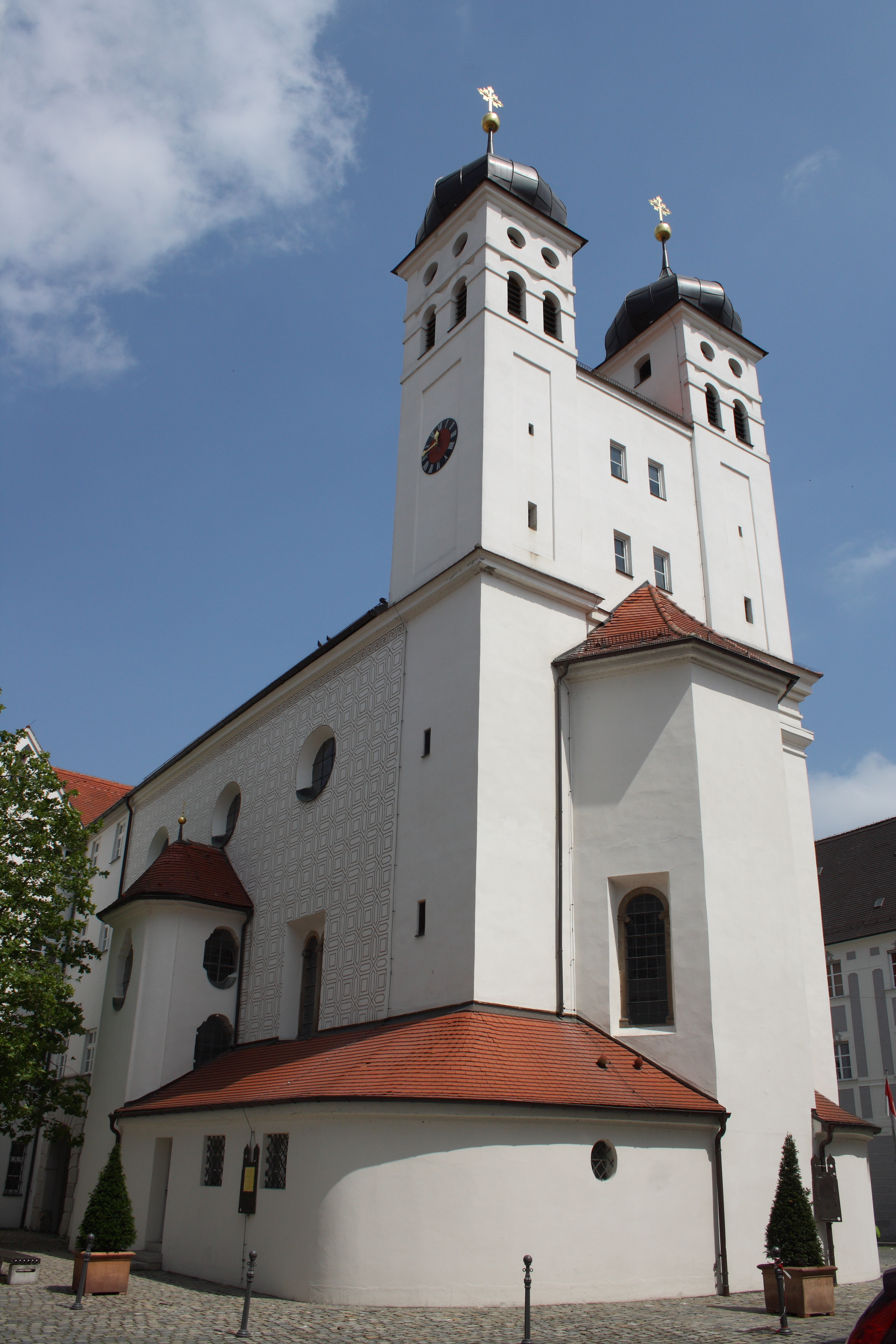
Ansicht der Hofkirche vom Schlossplatz

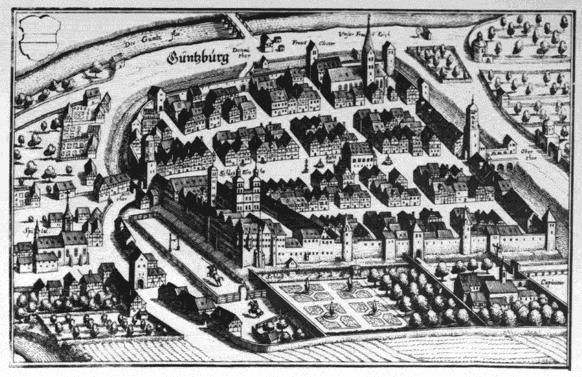
Die Günzburger Oberstadt im Jahr 1643 nach einem Stich von Matthäus Merian aus der Topographia Sueviae

Die ehemalige Hofkirche Ss. Trinitatis bildet zusammen mit dem Markgrafenschloss und dem heutigen Günzburger Rathaus einen monumentalen Schwerpunkt im Stadtgefüge der bayerischen Stadt Günzburg. Die Hofkirche ist einer der wenigen erhaltenen Kirchenbauten der Spätrenaissance in Süddeutschland.

## Geschichte
1301 kam die Stadt Günzburg nach Aussterben der Grafen von Berg – eines mit den Staufern verschwägerten Uradelsgeschlechts, dem um 1215 der Markgrafentitel verliehen wurde – als „erledigtes Reichslehen“ in den Besitz des Hauses Österreich/Habsburg, das Günzburg zum Hauptort der Markgrafschaft Burgau ausbaute. 
Ein Vorläufer des Schlosses wurde 1452 erbaut. Um 1577–1586 kam es zur Errichtung eines Neubaus für Erzherzog Ferdinand II. von Tirol durch den italienischen Baumeister Alberto Lucchese. Die Anlage des Schlosses bildet in der Südwestecke der Stadt einen monumentalen Schwerpunkt im Stadtgefüge, dem im Nordwesten schon mit der vorbarocken Anlage des ehemaligen Franziskanerinnenklosters und seiner Kirche ein weiterer beherrschender Akzent zur Seite tritt. Die zugehörige Kirche wurde von 1579 bis 1580 ebenfalls von Alberto Lucchese errichtet.
Von 1609 bis 1618 wurde die Stadt Residenz des Markgrafen Karl von Burgau, eines strengen Katholiken und Sohns Ferdinands II. in Tirol, Statthalter von Oberösterreich. Karl und seine Frau Sybille hatten keine Kinder, so dass Günzburg an die habsburgische Hauptlinie zurückfiel. Beide wurden in dem von Karl 1616 gegründeten Kapuzinerkloster beigesetzt. 1703 bei einem Brand schwer beschädigt, erfolgte der barocke Wiederaufbau des Schlosses durch den Baumeister Valerian Brenner. Das der Heiligen Dreifaltigkeit geweihte Kloster der Piaristen wurde 1750 durch Kaiserin Maria Theresia auf Betreiben des kaiserlichen Landvogts Franz Christoph Joseph Freiherr von Ramschwag (1690–1761) gegründet. 1769/70 wurde das Schloss durch Joseph Dossenberger den Jüngeren erneuert, der auf Betreiben der Piaristen durchgeführte Anbau der Calasantius-Kapelle an die Hofkirche war 1755 ebenfalls durch Dossenberger erfolgt. 
Nach dem Frieden von Pressburg wurde die Stadt 1806 bayerisch und verlor den Status einer österreichischen Landeshauptstadt. Das Kloster der Piaristen wurde 1807 im Zuge der Säkularisation aufgelöst. Aus der ursprünglich repräsentativen Schlossanlage wurde ein Behördensitz für das Forstamt, ein Landgericht älterer Ordnung, heute Amtsgericht, und das Rentamt, heute Finanzamt.
Die Hofkirche ist heute profaniert und ist in der Regel nur am Sonntagnachmittag geöffnet. Für ihren Erhalt wurde 2001 der Verein Freunde der Hofkirche e.V. gegründet, der eine vorsichtige Restaurierung in den Jahren 2004 bis 2006 ermöglichte.

## Eintrag in der Denkmalliste
In der Denkmalliste Bayern ist das Gebäude so beschrieben:
| Lage                     | Objekt                               | Beschreibung | Akten-Nr.               | Bild                                 |
| ------------------------ | ------------------------------------ | --- | ----------------------- | ------------------------------------ |
| Schloßplatz 5 (Standort) | Katholische Hofkirche SS. Trinitatis | Saalbau mit eingezogenem Chor und südlichen Doppeltürmen mit Zwiebelhaube, von Alberto Lucchese, 1579/80, Anbau der Calasantius-Kapelle 1755 von Joseph Dossenberger; mit Ausstattung | D-7-74-135-144 Wikidata | Katholische Hofkirche SS. Trinitatis |